# Олимпийский стадион (Ашхабад, 2017)

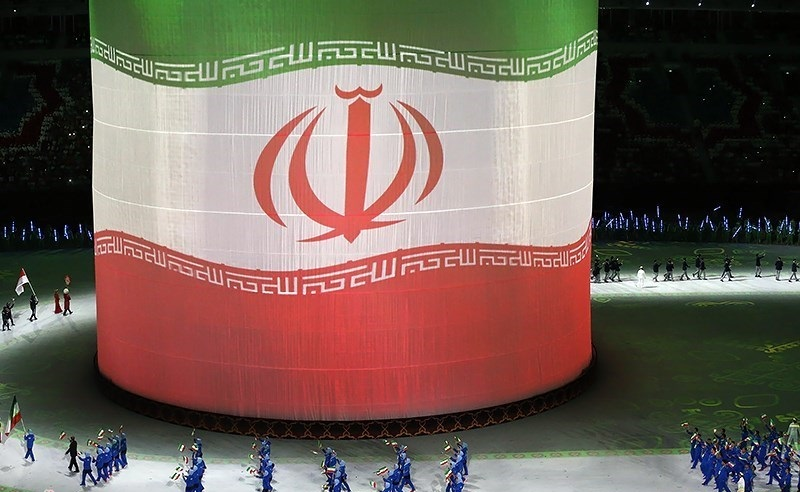
Иранские спортсмены во время церемонии открытия Азиатских игр

Ашхаба́дский Олимпи́йский стадио́н (туркм. Aşgabat Olimpiýa stadiony) — многоцелевой стадион в Ашхабаде — столице Туркменистана. Стадион вмещает 45 тысяч зрителей, и по этому показателю является крупнейшим по вместимости стадионом в Туркменистане и всей Средней Азии. Главный стадион Туркменистана. Является домашней ареной сборной Туркменистана по футболу. Также на стадионе проводятся наиболее важные футбольные матчи страны, например финалы кубков. Также используется для проведения соревнований и по другим видам спорта, таким как легкая атлетика. Также используется для проведения различных праздников, торжеств и мероприятий, концертов и выступлений. Является одним из самых современных стадионов в мире.

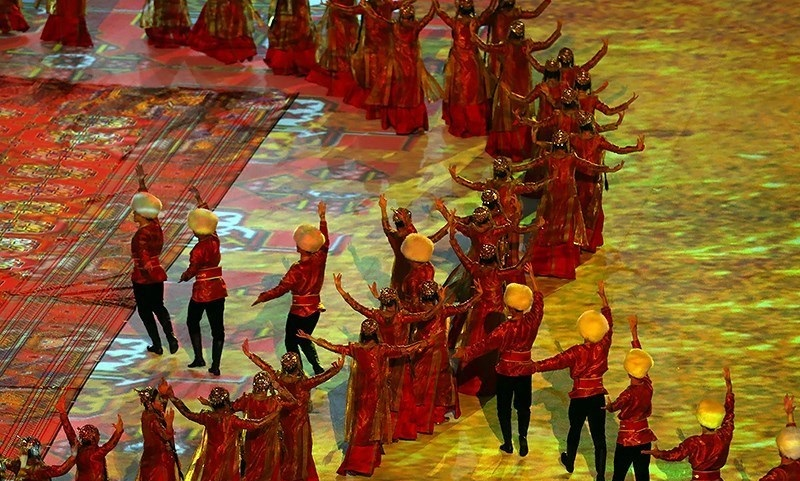
Во время церемонии открытия Азиатских игр

Стадион расположен в 3 километрах к югу от центра города Ашхабада, на Копетда́гском этра́пе (городском районе), между улицей Кема́ля Ататю́рка и проспектом Сапармура́та Туркменбаши́, на территории Олимпийского городка, специально построенного для проведения Азиатских игр по боевым искусствам и состязаниям в помещениях 2017, который прошел в Ашхабаде с 17 по 27 сентября 2017 года.
Строительство стадиона началось в 2013 году, после сноса стадиона «Олимпия» имени Сапармурата Туркменбаши, который был построен в 1999—2001 годах, и вмещал 35 тысяч зрителей. Ашхабадский Олимпийский стадион был построен на месте данного снесенного стадиона. Строительство стадиона завершилось в 2016 году, но официально он был открыт в 2017 году. Стадион был спроектирован британскими архитектурными компаниями AFL Architects и Arup, а его строительством занималась турецкая компания Polimeks. Инвестором являлось Правительство Туркменистана.
Внешний вид стадиона выполнен в белых тонах, а северная часть фасада выполнена в виде головы Ахалтекинского коня. Вмещает 45 тысяч зрителей. Двух-ярусные трибуны стадиона полностью закрыты крышей. Изначально планировалось, что вместимость стадиона будет на 50 тысяч зрителей. Позднее было решено сократить вместимость до 48 тысяч, но в итоге стадион вмещает 45 тысяч зрителей.
17 сентября 2017 года на данном стадионе состоялась торжественная церемония открытия Азиатских игр по боевым искусствам и состязаниям в помещениях 2017. Церемония закрытия игр также состоялась на этом стадионе, 27 сентября.